# ヘンリー・モーゲンソウ (政治家)

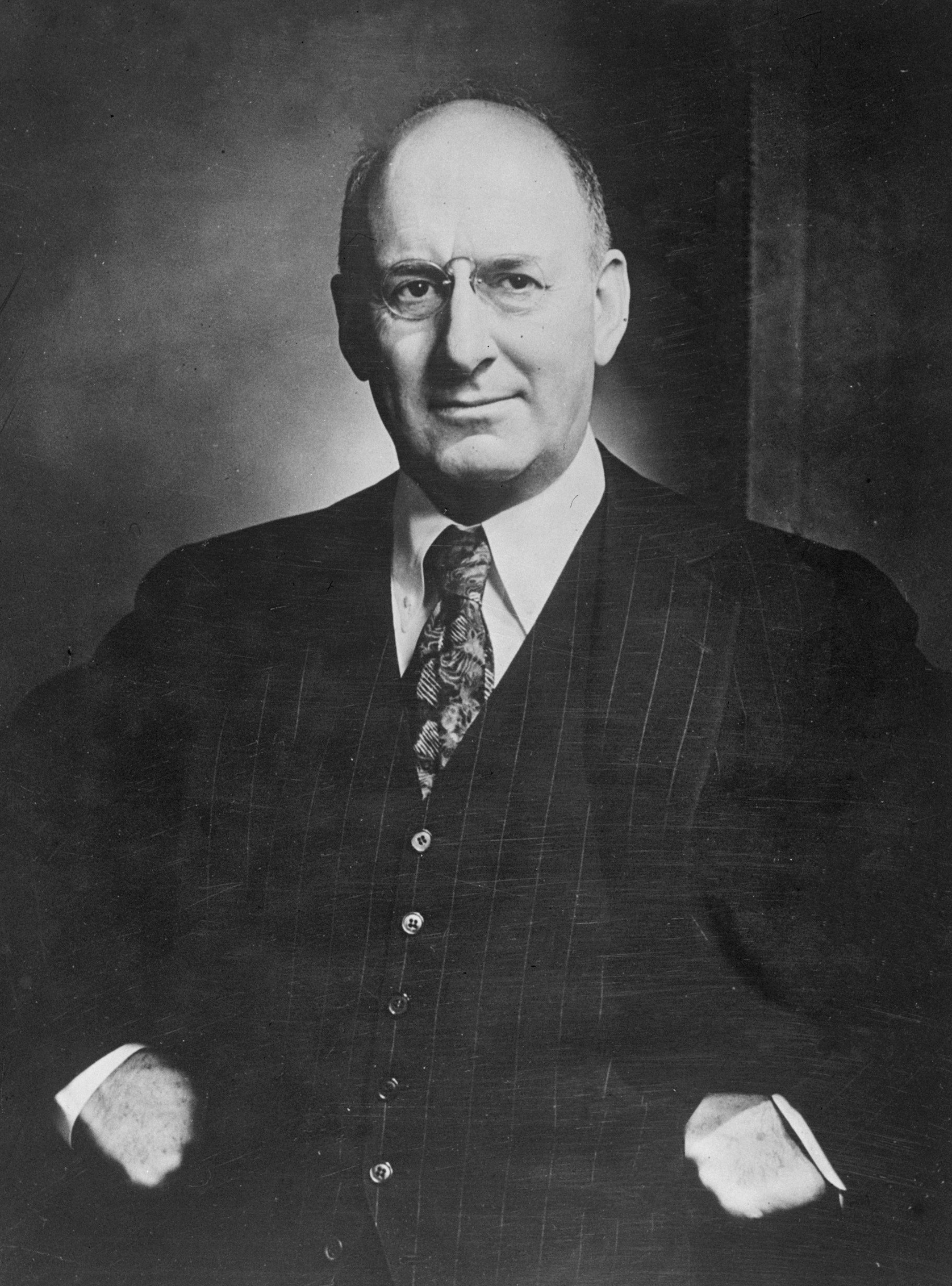
ヘンリー・モーゲンソウ（1947）

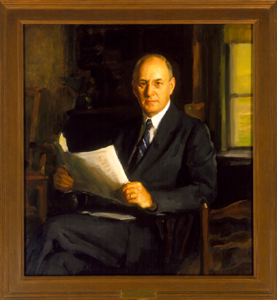
ヘンリー・モーゲンソウ

ヘンリー・モーゲンソウ（Henry Morgenthau Jr., 1891年5月11日 - 1967年2月6日）は、フランクリン・D・ルーズベルト政権におけるアメリカ合衆国財務長官であり、地方検事のロバート・モーゲンソウの父である。リーマンファミリーのエリノアと結婚した。

## 生涯

### 青年期
1891年、モーゲンソウは不動産業者であり外交官であるユダヤ人、ヘンリー・モーゲンソウの息子としてニューヨークに生まれ、現在のドワイト・スクールに通った。コーネル大学で建築学と農学を学んだ後、1913年にフランクリン・エレノア・ルーズベルト夫妻と出会い、親しくなる。第一次世界大戦中には農業局で働いていたが、1929年に当時ニューヨーク州知事のルーズベルトにニーヨーク州農業諮問委員会と同州の管理委員会の議長に指名された。

### ニューディール政策

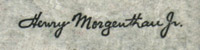
合衆国の紙幣に記されたモーゲンソウの署名

1933年にルーズベルトはアメリカ合衆国大統領に就任した際、モーゲンソウを連邦農業審議会の議長に指名した。翌年、ウィリアム・ウッディンが病気で財務長官を辞任した際、彼を後任に指名した。彼はケインズ経済学とは正反対の正統派経済学者であり、ルーズベルトによるニューディール政策の一部には同意していなかった。しかし、モーゲンソウはルーズベルトの忠実な部下であり、1945年まで政権の一員であった。彼の推薦でFRB議長となったのが、マリナー・エクルズであり、1934-1948年まで14年間、在任した。
モーゲンソウはルーズベルト政権において右派から左派へと移ったが、財政責任への積極的な関与を行った。モーゲンソウは予算の均衡、通貨の安定、国債の縮小、そして民間への投資を重要視し、政治地盤の強化を図った。これらの財政政策には新たな支出が多く含まれていなかったため、モーゲンソウは複式予算や緊急予算を正当なものであるとして認めた。またモーゲンソウは退役軍人への慰労金に22億ドルを支出することに反対し、議会がルーズベルトの否認を無視するまでその立場を継続した。農業調整法トーマス修正条項によって大量の金を購入して史上初の量的緩和とされるルーズベルトの金融政策のサポートもした。
モーゲンソウにとっての最大の成功は、新たな社会保障制度の確立であった。モーゲンソウは一般収入から社会保障のための資金を支出のではなく、社会保障のための新たな税金を制定しそこから資金を支出することを要求した。また産業の外側にいる労働者が税金を払おうとはしなかったため、社会保障の対象から農場労働者や家事手伝いの人々を除外することも提案した。1935年に社会保障法が制定された。

### ユダヤ難民
政権唯一のユダヤ人のメンバーとして、彼はナチ政権下のドイツから合衆国へのユダヤ難民の受け入れを推進するよう大統領に求めたが、国務省の妨害によって彼の努力は阻止された。しかし、1944年1月に大統領は難民委員会を財務省下に設置することを許可し、結果として20万人ものユダヤ人が1945年までに救われた。

### モーゲンソウ計画
また、1944年にはドイツの戦後処理案として、ドイツの産業を消し去り、農業国へ戻るよう強制する「モーゲンソウ計画」を提案し、案は実行されたが、最終的には拒絶された。ドイツを強制的に農業国にとどめておくのはドイツのみならずヨーロッパ経済全体に対する損失があまりに大きく、ドイツの共産化を防ぐために経済復興が優先されたからであった。また、後に国連通貨財政会議（ブレトン・ウッズ会議）に参加して指導的役割を果たし、国際通貨基金や国際復興開発銀行などブレトンウッズ体制構築に重要な国際機関の設立に関わった。ハリー・S・トルーマン政権下ではポツダム会議の代表団に選ばれなかったことで辞任を表明し、受理された。

### 晩年
政権から離れた後は慈善活動に生涯を捧げ、イスラエルの財政顧問となった。1967年2月6日、ニューヨークで死去。